# 潼州 (江苏省)
潼州，中国南北朝时设置的州。
南朝梁置，治所在取虑城（今江苏省睢宁县西南，界安徽省灵璧县）。东魏武定六年（548年），改名睢州。